# Lestomima flavostigma
Lestomima flavostigma är en trollsländeart som beskrevs av May 1933. Lestomima flavostigma ingår i släktet Lestomima och familjen Pseudolestidae. IUCN kategoriserar arten globalt som otillräckligt studerad. Inga underarter finns listade i Catalogue of Life.